# Thunderstruck - Un talento fulminante
Thunderstruck - Un talento fulminante (Thunderstruck) è un film del 2012 diretto da John Whitesell.

## Trama
Brian è un ragazzo di 16 anni che vive in Oklahoma. Appassionato di pallacanestro, tenta senza successo di entrare nella squadra della sua scuola, gli Eagles, venendo preso come semplice assistente di campo. Mentre si allena a casa da solo, Brian viene ripreso di nascosto dalla sorella mentre si fa male. Il video fa il giro di vari compagni di classe di Brian, che nel frattempo conosce Isabelle, una nuova ragazza appena iscrittasi alla sua scuola, di cui si invaghisce. Tuttavia, il video arriva a Connor, il capitano degli Eagles, che decide di umiliare Brian mostrandolo a tutta la scuola.
Per tirarlo su di morale, il padre porta Brian all'incontro fra gli Oklahoma City Thunder e i Detroit Pistons. Durante l'intervallo, il ragazzo è scelto per effettuare il classico tiro da metà campo, con il quale centra in pieno la mascotte dei Thunder, Rumble. Dopo la figuraccia, Brian incontra Kevin Durant e gli confessa il desiderio di poter giocare come lui. Mentre Durant gli consegna la palla autografata, un'improvvisa scarica elettrica colpisce entrambi, causando il trasferimento del talento cestistico del giocatore al giovane ragazzo. I Thunder perdono successivamente la partita, con Durant che sbaglia ben 13 tiri durante la seconda metà.
Il giorno dopo, Brian scopre che Connor (anche lui presente alla partita) ha caricato online il video del tiro fallito da metà campo. Quella stessa sera, Brian si reca al luna park, dove vede il rivale mentre tenta di vincere un premio per Isabelle, senza riuscirci. Sfidato a fare "di meglio", Brian riesce a vincere il premio, che regala alla ragazza. Mentre Durant continua a sbagliare anche in allenamento (lui insiste che si tratta solo di un "calo" passeggero), Brian scopre di saper finalmente giocare a pallacanestro e tenta una nuova audizione con gli Eagles: l'allenatore, impressionato dal talento di Brian, lo prende e gli dà la fascia di capitano, togliendola proprio a Connor.
Con il nuovo capitano, gli Eagles inaugurano una serie di vittorie che li porta vicini alla qualificazione ai play-off nazionali, che la squadra manca da 32 anni. La notizia raggiunge l'agente di Kevin Durant, che riconosce nel "nuovo giovane talento" proprio il ragazzino che ha sbagliato il tiro da metà campo e che ha poi inavvertitamente "rubato" il talento di Durant. L'agente lo rintraccia, gli spiega l'accaduto e poi fa in modo che i due possano allenarsi insieme per provare a invertire il fenomeno, ma tutti i tentativi falliscono.
Prima dell'ultima partita del torneo, Isabelle accusa Brian di essere cambiato in peggio e i due litigano. Il ragazzo successivamente va a trovare la ragazza a casa sua, scusandosi per quanto detto. Riguardando poi il video del famigerato tiro, realizza come è possibile restituire alla star dei Thunder il talento perduto: Durant colpisce in pieno Rumble e poi ripete la stessa conversazione che ha avuto con Brian quando si sono incontrati la prima volta.
Stavolta il tentativo riesce, Durant ritorna a essere il giocatore che era e porta i Thunder a qualificarsi ai playoff. Brian, invece, torna a giocare molto male, ma riesce comunque a guidare la squadra in un incontro molto combattuto, aiutato da tutti i suoi compagni, Connor incluso. Al momento del tiro decisivo, Brian decide di non tirare a canestro, ma di servire l'assist decisivo proprio a Connor, che tuttavia viene stoppato. La palla torna proprio a Brian che, negli ultimi 3 secondi, effettuata un tiro da 3 punti "alla Kevin Durant" e insacca a canestro regalando la qualificazione agli Eagles.
Qualche giorno dopo, Brian torna ad allenarsi con Kevin Durant, che gli insegna come migliorarsi.